# 山口県下関市6歳女児殺害事件
山口県下関市6歳女児殺害事件（やまぐちけんしものせきしろくさいじょじさつがいじけん）は、2010年11月28日に山口県下関市で発生した殺人事件である。
後に犯人として被害女児の母親の元交際相手の男が逮捕された。

## 事件の概要
2010年11月28日午前5時30分頃、下関市彦島福浦町のアパート2階、パチンコ店従業員女性の部屋から「助けてください」という声が聞こえ、それに気付いた隣人男性が仕切り越しに女性の部屋を見ると、女性の長男と長女が「煙が出ているんです。お母さんは仕事でいません」と答えたため、隣人男性は女性宅の玄関にまわったが、玄関の鍵はかかっておらず、扉を開けると玄関にあった靴や内壁が煙を上げて燃えていた。このため、男性は自室の風呂の残り湯をかけたり、足で踏んだりして火を消し止めた。
火事自体はすぐに消し止められたものの、長男と長女が「妹（次女：当時6歳）がいない」と言い出し、男性が女性の部屋のベランダから声をかけたものの返答はなく、その後男性の妻の119番通報で出動してきた消防隊員や警察官が次女の捜索を始めた。
しばらくの後、アパート近くの側溝で仰向けになって倒れている次女が発見された。次女はズボンは身に付けていたが上半身に衣服は着けておらず、靴も履いていない状態だった（その後次女が着ていた上着は近くから目立った汚れがない状態で見つかっている）。ただちに病院に搬送されたが1時間半後に死亡が確認された。
山口県警察の調べでは、次女の死因は首を絞められたことによる窒息死で、死亡推定時刻は午前4時～同5時25分の間と判明した。
捜査本部がある下関警察署の調べによると、事件発生日の午前5時前に、白いニット帽をかぶった不審な男がアパート内を歩いているのを住人が目撃している。その後、不審な男は女性の家がボヤで騒ぎになる直前の午前5時20分頃にアパート前に駐めていた白い車に乗って去っていたことも判った。一方、女性宅の玄関の鍵は開いていたが、窓ガラスや玄関のドアには破損がなく、室内には物色した痕跡もなかった。また次女と一緒に寝ていた長男と長女が異常に気づいていない。そのため、山口県警察は、現場の状況から犯人は顔見知りと考えられ、玄関から侵入してきた犯人が次女を殺害、遺体を運び出して側溝に遺棄するとともに、部屋に火を付けて逃走したとみている。
この事件が起きる5日ほど前には女性宅の鍵が紛失しており、長男が同じアパート内に住む男児に「ポストに入っているはずの鍵がない」と言っており、男児も長男と一緒に2時間ほど探したが結局見つからなかったという。またこの事件に先立つ10月20日頃、女性は知人に「男につきまとわれている。とにかくいろいろあって、逃げたいから引っ越してきた」と言っており、実際に現場となったアパートには9月下旬に引っ越してきている。
2011年5月24日、下関署は市内に住む母親の元交際相手の20代の男に任意で事情聴取を行い、5月27日に殺人および死体遺棄の容疑で逮捕した
。逮捕された男は韓国名を持っており、毎日新聞は通名と韓国名を並べて報道している。
逮捕された20代の男は、逮捕前年の2009年9月に被害者母親への暴行容疑で逮捕され、罰金の略式命令を受けてさらに配偶者暴力防止・被害者保護法（DV防止法）に基づき被害者母親への接近禁止命令も受けていた。逮捕後、殺人、住居侵入、器物損壊、DV防止法違反という4つの罪状で起訴された。裁判員裁判となった山口地裁の第一審では全面無罪を主張するも、7月25日の判決公判で懲役30年の判決を言い渡された。翌日、判決を不服として広島高裁に控訴した。

## 事件の経過
- 11月28日
  - 午前5時前頃 - ニット帽の不審な男がアパートの敷地内を歩いているのを住人が目撃する。それから少し後に「助けて」などと叫ぶ女の子のものと思われる声が聞こえて、泣き声がした後、静かになる[4]。
  - 午前5時20分頃 - ニット帽の不審な男がアパート前に駐めていた車に乗って走り去るのを住人が目撃する。
  - 午前5時30分頃 - 女性の長男と長女が隣に住む夫婦に火事の発生を伝え、助けを求める。長男と長女は隣人の夫婦にベランダ伝いで救助される。
  - 午前5時40分頃 - 男性の妻が119番通報をする。その後火事は消し止められたものの、長男と長女が次女の姿が見えないことに気づく。
    - その後、アパート近くの側溝で倒れている次女が発見され、病院に運ばれたものの、1時間半後に死亡が確認される。

## 冤罪説
逮捕の決め手になったのは、被害者女児の衣服に付着した微物を調べた結果、DNA型が男と一致したからであった。しかし、事件現場となった被害女児宅のアパート室内では多数の指紋や毛髪が採取されたが、その中に被告人の男の指紋や毛髪はひとつもなく、一方で、身元不明の第三者の指紋が4つ、身元不明の第三者の毛髪が9本採取されていた。また、被害女児が事件当日に着用し遺体のそばに落ちていたトレーナーからも被告人の男とは別の身元不明の第三者の毛髪が1本採取されていた。これらの物証などをもとに、冤罪の疑いや真犯人が被告人の男とは別に存在する可能性を指摘する声もある。